# Ray Felix
Raymond Darlington Felix (ur. 10 grudnia 1930, zm. 28 lipca 1991 w Nowym Jorku) – amerykański koszykarz, środkowy, uczestnik meczu gwiazd NBA, debiutant roku.

## Osiągnięcia
NBA
- Finalista NBA (1962)[3]
- Uczestnik meczu gwiazd NBA (1954)[1]
- Debiutant roku NBA (1954)[2]